# Гори Тартара
Tartarus Montes — це гірський хребет протяжністю понад 1070 км, розташований за координатами, приблизно, 15.46º пн. ш., 167.54º сх. д. між Orcus Patera та вулканічною провінцією Elysium на планеті Марс.
Альбедо цієї місцевості було вперше визначене на основі контрасту між яскравими та темними світловими сигналами, що проявився на фотографіях, виконаних астрономом Еженом Антоніаді.

## Етимологія
Цьому гірському хребту було присвоєно назву в 1885 році. Назва його походить від імені грецького бога підземного світу — Тартара, що відповідає стандартам планетної номенклатури для марсіанських форм рельєфу. За грецьким міфом, Тартар є також найнижчою частиною Аїда. Зевс ув'язнив титанів у Тартарі. Друга частина назви — «Montes» — означає «гори».

## Деталі
Фотознімки, виконані космічним апаратом Mars Global Surveyor виявили, що поблизу Tartarus Montes є конусоподібні вершини та вулканічні кільця. Вузькі грабени та розломи присутні навколо окремих ділянок цього гірського хребта. Гористі ділянки, так само як і рівнини, що місцями вклинюються в лінію хребта, вкриті приблизно однаковими розломами. Це може свідчити про те, що в цьому регіоні присутня розлога система розломів, спричинених напруженням кори; ця система, найімовірніше, має стосунок до Cerberus Fossae. В одному місці скельну основу хребта Tartarus Montes перетинає проточний канал під назвою Grjota’ Vallis.